# Maybach GO 5

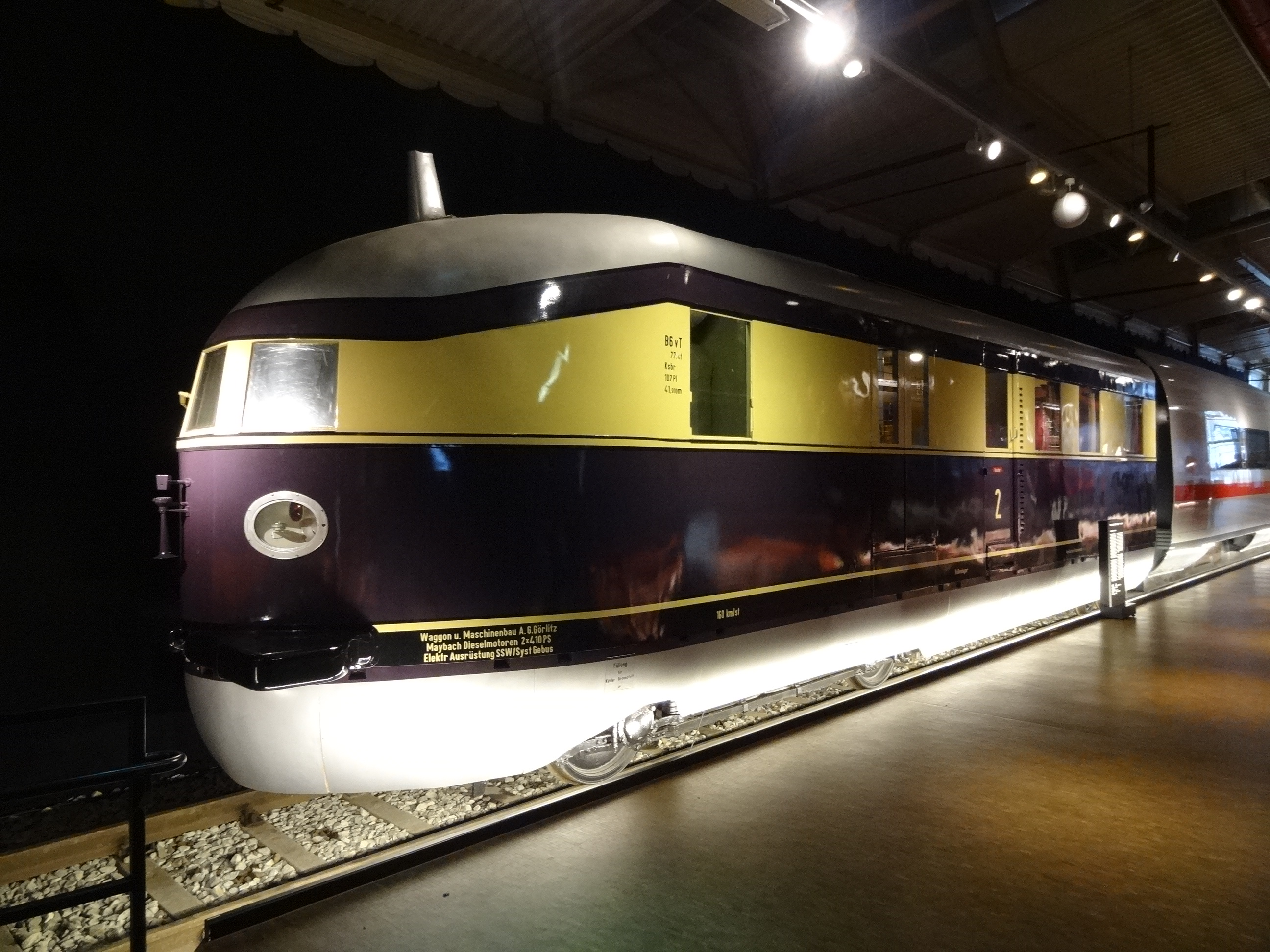
Der bekannteste Triebwagen mit GO 5-Motor war der Fliegende Hamburger.

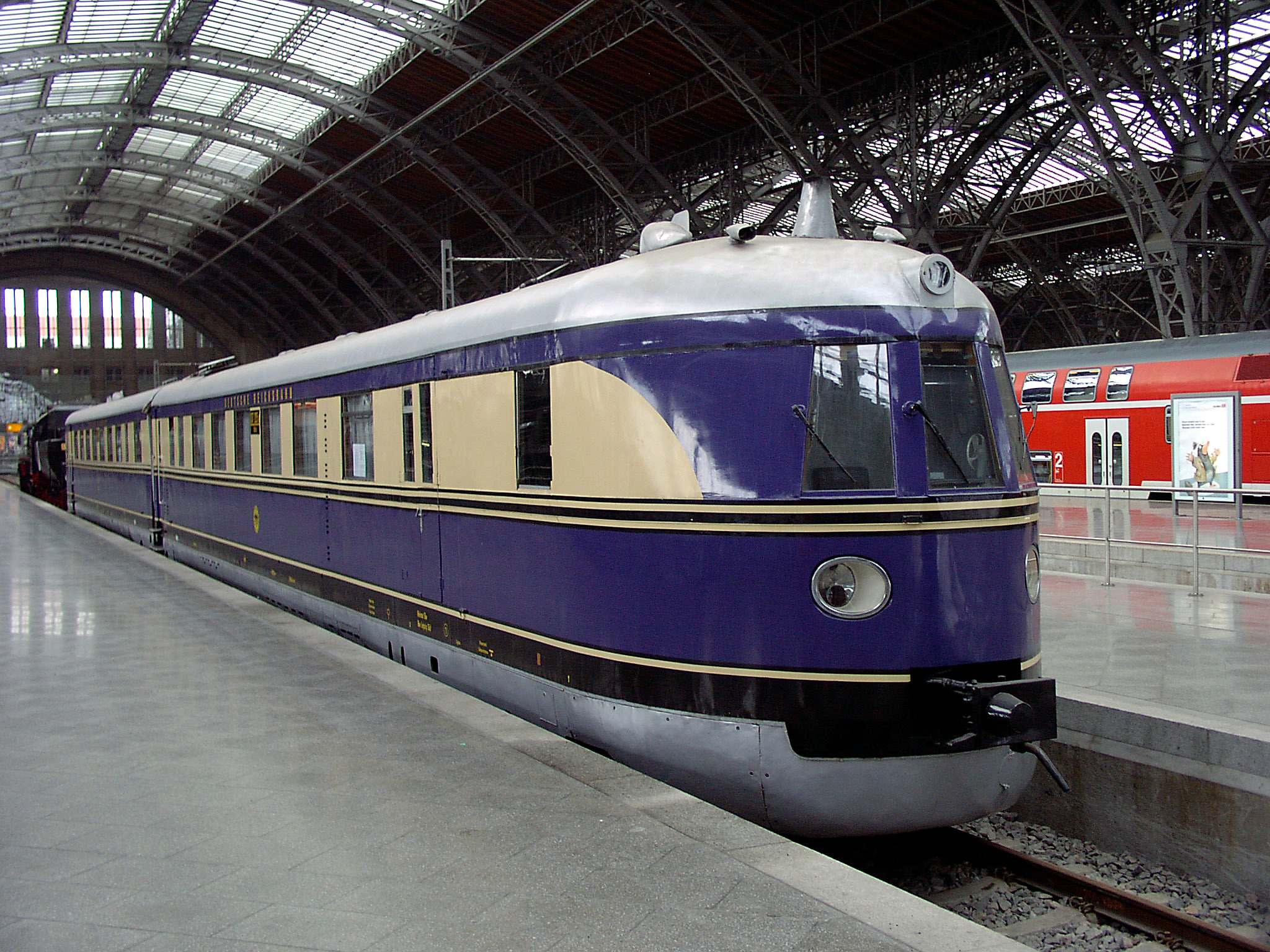
Die Schnelltriebwagen der SVT Hamburg besaßen ebenfalls GO 5-Motoren.

Der Maybach-Motor GO 5 war ein schnelllaufender Dieselmotor der Maybach-Motorenbau GmbH zum Einbau in schnellen Triebwagen der Deutschen Reichsbahn Gesellschaft. Er war der am weitesten verbreitete Dieselmotor bei den Fahrzeugen der DR und prägte dort die Entwicklung der Leistungsklasse um 300 kW. Überwiegend verwendet in Triebwagen mit elektrischer Kraftübertragung wurde der Motor dabei in einem Laufdrehgestell gelagert, die elektrischen Fahrmotore im Antriebsdrehgestell.

## Vorgeschichte

### G4 und folgende Reihenmotoren
In den 1920er Jahren war die Entwicklung bei Dieselmotoren und dem Antriebsstrang so weit fortgeschritten, dass die Reichsbahn erste Dieseltriebwagen in Auftrag gab. Maybach hatte um 1920 mit den Typen G1 und G2 zwei erste Versuchsmotoren entwickelt. Auf dieser Grundlage folgte dann der G4, der von der Reichsbahn ab 1924 in verschiedenen Triebwagen
Triebwagen eingesetzt wurde. Der G4 war ein Sechszylindermotor in Reihenanordnung, der Zeit entsprechend nutzte der G4 Lufteinblasung als Einspritzverfahren. Stirnseitig (also gegenüber Hauptkraftabnahme und Schwungrad) war am Kurbelgehäuse eine Verdichtermaschine (Kompressor) angeflanscht, die im Betrieb die Druckluft zum Einblasen des Kraftstoffs in die Brennräume lieferte. Daneben konnten so auch die Druckluftflaschen gefüllt werden, mit deren Hilfe der Motor gestartet wurde.
Bei seiner Einführung gehörte der Maybach G4 zu den leistungsstärksten Motoren, die die Reichsbahn erprobte. Gleichwohl zeigte sich, dass für den Betrieb auf Hauptstrecken wesentlich höhere Motorleistungen benötigt wurden. Maybach antwortete mit dem G5. Dieser wurde aus dem G4 entwickelt, indem zwei Zylinderblöcke des G4 unter einem Winkel von 60° zu einem 12-Zylinder-Motor zusammengefügt wurden (oder umgekehrt: die Nachfolgers des G4 wurden zu „halben“ 12-Zylinder-Motoren). Die Reihenmotoren profitierten dann noch von der technischen Fortentwicklung der V-Motoren bis kurz nach Ausbruch des Zweiten Weltkriegs die Entwicklung für die Reihenmotoren eingestellt wurde.
| Typ    | Bauzeit | Bohrung × Hub mm | Einspritzung    | Leistung bei Drehzahl PS(kW)@min−1 | Anmerkungen |
| ------ | ------- | ---------------- | --------------- | ---------------------------------- | --- |
| G 4a   | 1923 -  | 140 × 180        | Lufteinblasung  | 150(110)@1300                      | Ursprungsausführung                                                                                                   |
| G 4b   | 1927 -  | 140 × 180        | Lufteinblasung  | 175(129)@1400                      | Leistungsgesteigerte Version                                                                                          |
| GO 5h  | 1933 -  | 150 × 200        | Reihenpumpe (?) | 210(155)@1400                      | Änderungen analog zu GO 5                                                                                             |
| GO 4   | 1934 -  | 140 × 180        | Reihenpumpe (!) | 150(110)@1300                      | Sollte nach allem Anschein zum parallel angebotenen GO 5h (und Nachfolgern?) den kleineren Leistungsbereich abdecken. |
| GO 56h | 1936 -  | 160 × 200        | Reihenpumpe     | 225(166)@1400                      | Änderungen analog zu GO 6 und GO 56                                                                                   |
| G 56h  | 1939 -  | 160 × 200        | Reihenpumpe     | 250(184)@1400                      | Änderungen analog zu G 6 und G 56                                                                                     |

### G 5
Der G5 ist der direkte Vorläufer des GO 5. Als mutmaßlicher Hauptunterschied zum GO 5 hatte der G5 noch keine Reiheneinspritzpumpe, sondern Lufteinblasung. Zylinderabmessungen und Leistungsdaten waren gleich.

## Aufbau und Bauteile

### Grundaufbau

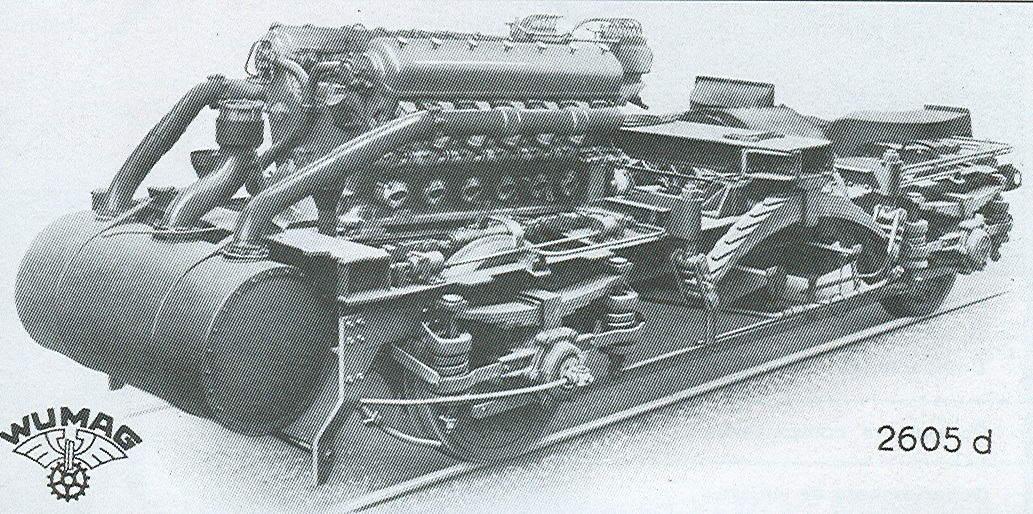
Ansicht des GO-5-Motors in dem Maschinengestell des Fliegenden Hamburgers

Der GO 5 ist ein 12-Zylinder Dieselmotor in V-Anordnung mit einem Zylinderwinkel von 60°. Das Kurbelgehäuse aus Silumin ist auf Höhe der Kurbelwelle horizontal geteilt, im Oberteil sind die Zylindereinheiten befestigt. Das Unterteil dient als Ölwanne, integriert die Hauptlagerdeckel und wird mit 28 Ankerschrauben unter das Oberteil geschraubt. Vier Muttern von diesen Ankerschrauben sind als Aufhängeösen ausgeführt und dienen zum Anheben des Motors.
Die Kurbelwelle ist im Motorgehäuse siebenfach mit Rollenlagern gelagert. Ebenfalls rollengelagert sind die Hauptpleuel auf der Kurbelwelle. Die Hilfspleuel der zweiten Zylinderbank (vom Schwungrad aus gesehen links) sind seitlich an den Hauptpleuel gabelförmig angelenkt. Im kleinen Auge aller Pleuel ist der Kolbenbolzen fest, im Kolben gleitend gelagert. Die Kolben bestehen aus einer Aluminium-Silizium-Legierung und besitzen insgesamt sechs Kolbenringe, von denen der unterste ein Ölabstreifring ist. Erste Motoren hatten eine Kurbelwelle ohne Gegengewichte, später wurden Kurbelwellen mit Gegengewichten verwendet für bessere Laufruhe und Standzeiten. Es ist nichts bekannt über zweigeteilte Wälzlager, auch Zeichnungen deuten auf eine gebaute Kurbelwelle hin.
Am hinteren Ende des Motors befindet sich der Rädertrieb zu den obenliegenden Nockenwellen und weiteren Nebenaggregaten, die Schmierölpumpe ist im Gehäuseunterteil in einem herausnehmbaren Deckel gelagert. Danach folgt die Schwungscheibe, über die Generator bzw. Strömungsgetriebe angetrieben werden. Stirnseitig auf der Kurbelwelle sitzt ein Reibungsschwingungsdämpfer.

### Zylindereinheiten
Die Einzel-Zylinderköpfe sind gemeinsam mit der Laufbuchse und ihrem Kühlmantel aus Grauguss gegossen. Man spart so die Zylinderkopfdichtung und Dichtungsprobleme bei zu hohen Zünddrücken, außerdem konnte an der Position der sonst üblichen Kopfdichtung die Einspritzdüse angeordnet werden. Es gibt je Zylinder ein Ein- und ein Auslassventil, ein kombiniertes Sicherheits/Dekompressionsventil und auf der vom Schwungrad gesehenen linken Zylinderseite je ein Starthilfeventil. Diese Einheiten werden in das Kurbelgehäuse eingesteckt und darin gegen Öl aus dem Kurbelraum abgedichtet verschraubt. Die Zylinderköpfe werden mit einer durchgehenden Haube aus Aluminium abgedeckt.
In den Zylinderköpfen läuft seitlich jeweils eine Nockenwelle in Gleitlagern. Diese wird über den schwungradseitigen Rädertrieb angetrieben, in Verlängerung der Nockenwelle ist die Einspritzpumpe für die jeweilige Zylinderbank montiert. Die hängenden Ventile werden über Kipphebel von der Nockenwelle gesteuert.

### Kraftstoffsystem und Motorsteuerung
Der Motor arbeitet mit Direkteinspritzung des Kraftstoffs. An beiden Zylinderbänken befindet sich schwungradseitig in Verlängerung der in den Zylinderköpfen liegenden Nockenwelle eine Reiheneinspritzpumpe der Firma Deckel. Die Einspritzpumpen werden angetrieben über das Antriebsrad der Nockenwelle und gesteuert über Öldruck von einem zentralen Fliehkraftregler. Integriert ist eine Notabstellung des Motors bei einem Schmieröldruck von weniger als 4,8 bar.
Betrieben wird der Dieselmotor in vier Drehzahlstufen und einer kurzfristig nutzbaren Überlaststufe. Motoren mit elektrischer Kraftübertragung werden über den als Lichtanlasser nutzbaren Hauptgenerator gestartet. Hilfsweise kann der Motor pneumatisch gestartet werden, dabei werden die Anlassventile in den Zylinderköpfen über einen Anlassverteiler mit Druckluft beaufschlagt. Kraftstoffvorrat besitzt der Motor in drei Behältern zu je 300 l Inhalt. Diese Behälter sind an der Decke des Maschinenraumes befestigt und über eine Sammelleitung untereinander verbunden. Die Befüllung der Behälter erfolgt durch Leitungen an jeder Fahrzeugseite. Behelfsmäßig kann das Fahrzeug mit einer Handpumpe betankt werden.

### Kühl- und Schmiersystem
Gekühlt wurden die Motoren mit Wasser und einer zahnradgetriebenen Kühlwasserpumpe. Die Zylinderrohre mit den sie umfassenden Kühlmänteln waren von oben in das Kurbelgehäuse eingesteckt. Die Kühlwassermäntel wurden über eingeschraubte Zulaufleitungen von einer Sammelleitung an den Zylinderaußenseiten gespeist, die auch zum Entwässern genutzt werden konnten.
An der Rückseite der Ölwanne, hinter einem Deckel hinter dem Schwungrad, saß die ebenfalls vom Rädertrieb angetriebene einstufige Zahnradpumpe für das Ölsystem des Motors. Gleitgelagert waren im Wesentlichen nur die Nockenwellen in den Zylinderköpfen. Daneben wurde Öl benötigt für den Drehzahlregler bzw. die Einspritzpumpen sowie Spritzöl für die Wälzlager und Zahnräder des Kurbeltriebs. Ein Ölkühler war nicht vorhanden, ein Teil der Verbrennungsluft durchströmte den Kurbelraum und kühlte ihn so.

### Abgassystem
Die Verbrennungsabgase des Motors werden durch zwei Auspuff-Sammelrohre dem Auspufftopf zugeführt. Der ist an der Vorderseite des Maschinendrehgestells quer aufgehängt. Vom Auspufftopf führt ein Auspuffkrümmer in das Auspuffsteigrohr, dieses ist in Dachhöhe ebenfalls gelenkig aufgehängt und mit einer Ejektordüse auf dem Wagendach verbunden. Die Steigleitung ist von zwei konzentrischen Schutzrohren umgeben, zwischen denen verbrauchte Kühlluft durch die Ejektordüse mit den Abgasen über das Dach abgeführt werden. Die Ejektordüse ist in geeigneter Höhe über dem Wagendach aufgehängt, um die Reisenden nicht mit den Abgasen des Motors zu belästigen.

### Technische Daten
| Kenngröße                        | Einheit | Wert                                | Bemerkung                        |
| -------------------------------- | ------- | ----------------------------------- | -------------------------------- |
| Nennleistung                     | kW      | 302                                 |                                  |
| Drehmoment bei Nennleistung      | Nm      | 2060                                |                                  |
| Nenndrehzahl                     | min−1   | 1.400                               |                                  |
| Leerlaufdrehzahl                 | min−1   | 800                                 |                                  |
| Zylinderanzahl                   |         | 12                                  |                                  |
| Zylinderdurchmesser              | mm      | 150                                 |                                  |
| Kolbenhub                        | mm      | 200                                 |                                  |
| Hubvolumen                       | cm³     | 42.412                              |                                  |
| Verdichtungsverhältnis           |         | 15:1                                |                                  |
| mittlere Kolbengeschwindigkeit   | m/s     | 9,3                                 |                                  |
| mittlerer Arbeitsdruck           | bar     | 6,24                                |                                  |
| höchster Zünddruck               | bar     | 66,5                                | bei 5-Loch-Düse                  |
| höchster Zünddruck               | bar     | 57                                  | bei 4-Loch-Düse                  |
| Einspritzdruck                   | bar     | 200                                 |                                  |
| Zündfolge                        |         | 1R-6L-2R-5L-4R-3L-6R-1L-5R-2L-3R-4L |                                  |
| Einlassventildurchmesser         | mm      | 72                                  |                                  |
| Auslassventildurchmesser         | mm      | 68                                  |                                  |
| Mindestschmieröldruck            | bar     | 4,8                                 |                                  |
| Kraftstoffverbrauch              | g/kWh   | 250                                 | bei Volllast                     |
| Ölvorrat                         | l       | 45                                  |                                  |
| Kühlwasservorrat                 | l       | 35                                  |                                  |
| Motormasse                       | kg      | 2.030                               | mit Zubehör, ohne Betriebsstoffe |
| Motorlänge                       | mm      | 2.409                               |                                  |
| Motorbreite                      | mm      | 1.106                               |                                  |
| Motorhöhe                        | mm      | 1.263                               |                                  |
| Werkstoff für Kurbelwelle        |         | St 29                               |                                  |
| Werkstoff für Pleuelstange       |         | VCN 25                              | später St 30                     |
| Werkstoff für Kolben             |         | EC 124                              |                                  |
| Werkstoff für Zylinderlaufbuchse |         | Sondergrauguss                      |                                  |
| Werkstoff für Motorgehäuse       |         | Silumin                             |                                  |
| Beschaffungspreis                | RM      | 33.250                              | mit Zubehör                      |

## Betriebserfahrungen und Produktionszahl
Obwohl die GO 5-Motoren bei der Maybach-Motorenbau GmbH bereits eine längere Entwicklung hinter sich hatten, blieben im Alltagsbetrieb Kinderkrankheiten nicht aus, zumal sie im Einsatz des Fliegenden Hamburgers voll gefordert wurden.
Es kam zu Kolbenfressern im Alltagsbetrieb und auf dem Motorenprüfstand, bei denen ursprünglich die fehlende Vorwärmung des Motorkühlwassers als Ursache angenommen wurde. Da danach noch einige Kolbenklemmer auftraten, wurden die Kolben auf eine Aluminium-Silizium-Legierung geändert, die anschließend von Maybach auch für alle anderen Motortypen verwendet wurde. Der Kolbenwerkstoff war härter und erlaubte das Einsparen der Bronzebuchsen für den Kolbenbolzen. Dazu wurde das Spiel des Kolbens im Zylinder vergrößert. An den Zylinderlaufbuchsen kam es gelegentlich zu Brüchen, die durch Bandagen abgestellt wurden. Bei den weiterentwickelten Motortypen GO 6 und GO 56 wurden sie von Anfang an stärker ausgeführt.
Die Pleuellager und die Lagerung des Kolbenbolzens im Pleuel erwiesen sich als nicht ausreichend und mussten durch andere Rollen- bzw. Nadellager ersetzt werden. In den stärker belasteten mittleren Grundlagern der Kurbelwelle kam es im Betrieb ebenfalls zu Schäden der Rollenlager, mit denen der Motor aber zunächst weiterbetrieben werden konnte. Als Abhilfe dagegen erhielt die Kurbelwelle anschraubbare Gegengewichte, mit deren Hilfe etwa 80 % der umlaufenden Massen ausgeglichen werden konnten. Als Resultat dieser Umbaumaßnahmen konnte die Zeit zwischen zwei Ausbesserungen (Schadfälle oder planmäßige Überholung) von 33.000 km auf 54.000 km gesteigert werden.
In der Anfangszeit waren Mängel bei den Dieseleinspritzpumpen zu beobachten, die zu früheren Einspritzzeiten und zu großen Kraftstoffmengen bei niedrigen Drehzahlen führten. Bei den Fahrzeugen mit elektrischer Kraftübertragung war das unkritisch, führte aber bei den Triebwagen mit mechanischer Kraftübertragung im Leerlauf zu überhöhten Drehzahlen beim Gangwechsel.
Bis zum 1. Januar 1937 waren insgesamt 146 Motoren für die verschiedensten Fahrzeugtypen produziert worden.

## Mit dem Motor zur Auslieferung ausgerüstete Fahrzeuge
| Baureihe                          | erste Lieferung | Reichsbahn-Skizzenblatt oder Bauartbezeichnung    | Kraftübertragung | Fahrzeug erhalten | Bemerkung                                   |
| --------------------------------- | --------------- | ------------------------------------------------- | ---------------- | ----------------- | ------------------------------------------- |
| DR 877                            | 1932            |                                                   | elektrisch       | j                 | Verkehrsmuseum Nürnberg                     |
| DR 137 149 … 232                  | 1933            | SVT Hamburg                                       | elektrisch       | j                 | Leipzig Hauptbahnhof                        |
| DR 137 094 … 110 DR 137 164 … 223 | 1935            | Triebwagen mit Einheitsgrundriss                  | elektrisch       | j                 | Bahnbetriebswerk Stralsund                  |
| DR 137 028 … 030                  | 1934            | BC4ivT-32a                                        | elektrisch       | n                 |                                             |
| DR 137 031 … 093                  | 1934            | Triebwagen mit Essener Grundriss                  | elektrisch       | n                 |                                             |
| DR 137 058 … 079                  | 1934            | Triebwagen mit Eilzugwagengrundriss               | elektrisch       | j                 | Bahnbetriebswerk Bahnhof Berlin-Schöneweide |
| DR 137 068 … 073                  | 1934            | Triebwagen mit modifiziertem Eilzugwagengrundriss | elektrisch       | n                 |                                             |

## Weiterentwicklung
Der GO 5 wurde weiterentwickelt zum turboaufgeladenen GO 6. Gewonnene Erkenntnisse und Verbesserungen kamen wiederum den Saugmotoren als GO 56 und den Reihenmotoren als GO56h und GO 4 zugute: Der GO 56 ist also der Nachfolger des GO 5. Auf Grund der damals häufigen Grundüberholungen sind späte GO 5 mutmaßlich baugleich mit GO 56. Kurz vor Kriegsausbruch hatte Maybach die Motoren noch auf Vorkammereinspritzung umgestellt, Nach-Nachfolger aus dieser Serie ist der G 56. Diese letzten Vorkriegsmotoren sind mutmaßlich nicht oder nur in sehr geringer Zahl bei der DR zum Einsatz gekommen. Damit wurde dann auch die Entwicklung der dieselelektrischen Kraftübertragung bei Triebfahrzeugen in Deutschland für die nächsten Jahrzehnte abgeschlossen.